# Serielles Komma
Unter einem seriellen Komma (engl. serial comma) oder (volkstümlich) Oxfordkomma (auch Oxford-Komma; engl. Oxford comma; engl. auch Harvard comma, series comma) versteht man ein Komma, das in der englischen Schriftsprache unter bestimmten Voraussetzungen in drei- oder mehrteiligen Aufzählungen, die durch die Konjunktion and („und“) verbunden sind, unmittelbar vor das and gesetzt wird. Beispiel:

“Remember to check your grammar, spelling, and punctuation.”

„Denken Sie daran, Ihre Grammatik, Rechtschreibung und Zeichensetzung zu prüfen.“

Gelegentlich erscheint es auch vor der Konjunktion or („oder“) oder in Aufzählungen mit nur zwei Elementen. Im Deutschen wird an entsprechender Stelle kein Komma gesetzt.
Beim seriellen Komma handelt es sich um einen Spezialfall des listing comma („Auflistungskomma“), einem – neben joining comma, gapping comma und bracketing comma – der in der englischen Schriftsprache verbreiteten vier Typen von Kommata.
Die meisten Englischsprecher sind sich darüber einig, dass das serielle Komma in bestimmten Fällen gesetzt werden muss. Die Frage, ob es in allen anwendbaren Fällen gesetzt werden muss, wird im englischen Sprachraum jedoch uneinheitlich beantwortet und ist überdies immer wieder Gegenstand emotional geführter privater und auch gesellschaftlicher Diskurse:

“There are people who embrace the Oxford comma, and people who don't, and I'll just say this: never get between these people when drink has been taken.”

„Es gibt Leute, die das Oxfordkomma befürworten, und Leute, die das nicht tun, und ich sag nur eines: Geraten Sie niemals zwischen diese Leute, wenn getrunken wurde.“

Die amerikanische Linguistin Arika Okrent sprach 2015 sogar von einem „Oxfordkomma-Krieg“.

## Geschichte
Das serielle Komma hat im Englischen eine lange Geschichte und findet sich bereits in den ersten Drucken der Werke Shakespeares:

“Enter Quince the carpenter, Snug the joiner, Bottom the weaver, Flute the bellows-mender, Snout the tinker, and Starveling the tailor.”

Bis in die frühen 1990er Jahre war das serielle Komma auch unter der Bezeichnung „Harvard-Komma“ geläufig, was vor allem an John Wilson (1802–1868) liegt. Der in Glasgow geborenen Anglist Wilson wirkte in Harvard seit 1843 und publizierte dort 1844 sein Standardwerk A Treatise On English Punctuation, in dem er den Gebrauch des seriellen Kommas für verbindlich erklärte:

“In a series of words, all of the same part of speech, a comma is inserted between each particular. Examples: 1. Industry, honesty, and temperance are essential to happiness. 2. Alfred the Great was a brave, pious, and patriotic prince. 3. Happy is the man who honors, obeys, loves, or serves his Creator. […]”

„In einer Folge von Wörtern, die alle zur selben Wortart gehören, wird zwischen jedes von ihnen ein Komma eingefügt. Beispiele: 1. Fleiß, Ehrlichkeit und Mäßigung sind fürs Glück unerlässlich. 2. Alfred der Große war ein tapferer, frommer und patriotischer Fürst. 3. Glücklich ist der Mensch, der seinen Schöpfer ehrt, ihm gehorcht, ihn liebt oder ihm dient. […]“

Im Vereinigten Königreich begann der Verlag Oxford University Press 1893, einen Oxford Guide to Style (auch: Hart’s Rules, nach seinem ersten Autor, Horace Hart) herauszugeben, der sich zu einer für die englische Schriftsprache autoritativen Schreibrichtlinie entwickelte. Auch in diesem Werk wurde die Verwendung des seriellen Kommas für verbindlich erklärt:

“Where and joins two single words or phrases the comma is usually omitted […] But where more than two words or phrases occur together in a sequence a comma should precede the final and; e. g.: A great, wise, and beneficent measure.”

„Wo and zwei einzelne Wörter oder Wendungen verbindet, entfällt das Komma gewöhnlich. […] Aber wo mehr als zwei Wörter oder Wendungen in Folge vorkommen, sollte dem letzten and ein Komma vorangehen; z. B.: Eine großartige, weise und hilfreiche Maßnahme.“

Weder Wilson noch Hart hatten dem Komma vor dem and einen speziellen Namen gegeben. Dies unternahm erst der amerikanische Anglist George Summey, der das Komma in seinem 1919 veröffentlichten Werk Modern Punctuation als „Reihenkomma“ (series comma) bezeichnete. Anders als Wilson und Hart empfahl Summey, dieses Komma nie routinemäßig, sondern nur da zu setzen, wo die Situation eine besondere Klarstellung erfordert. Einer der ersten Autoren, die den von Sprachwissenschaftlern heute oft bevorzugten Terminus „serielles Komma“ verwendeten, war der amerikanische Anglist R. J. McCutcheon, der 1940 – ganz ohne sich für oder wider den Gebrauch auszusprechen – eine Übersicht über die Verbreitung dieses Kommas in den verschiedenen Bereichen des zeitgenössischen Schriftwesens bot.
Der populäre Terminus Oxford comma kann seit mindestens 1974 nachgewiesen werden. Gegen seine Verwendung ist vorgebracht worden, dass dieser Ausdruck dem seriellen Komma einen akademischen Glamour verleihe, der ihm gar nicht zukomme. Da die Oxford University Press, die in Europa für das Komma mehr als ein Jahrhundert lang prominent eingetreten war, in dieser Sache 2011 eine vollständige Kehrtwende vollzog und gegen die unnötige Verwendung des seriellen Kommas inzwischen deutlich Position bezieht, lässt sich auch darüber streiten, ob die Bezeichnung Oxfordkomma sachlich überhaupt noch passend oder nicht vielmehr längst obsolet geworden ist.

## Funktion des seriellen Kommas: Vermeidung von Mehrdeutigkeit
Obwohl der Oxford Guide to Style das serielle Komma seit 2011 nicht mehr wie zuvor in jedem theoretisch möglichen Fall vorschreibt, enthält dieser Text nach wie vor eine einschlägige Beschreibung der Funktion des seriellen Kommas: Es soll gesetzt werden, wenn es der Klärung von Mehrdeutigkeit dient:

“Use a comma between items in a list. […] Note that there is no comma between the penultimate item in a list and ‘and’/‘or’, unless required to prevent ambiguity – this is sometimes referred to as the ‘Oxford comma’. However, always insert a comma in this position if it would help prevent confusion.”

„Setzen Sie ein Komma zwischen den Elementen in einer Auflistung. […] Beachten Sie, dass kein Komma zwischen dem zweitletzten Element und ‚und‘/‚oder‘ steht, außer wenn es notwendig ist, um Mehrdeutigkeit zu vermeiden – dies wird manchmal als ‚Oxfordkomma‘ bezeichnet. Setzen Sie ein Komma an dieser Stelle aber, wenn es helfen kann, Verwirrung vorzubeugen.“

Kommata werden im Englischen generell dazu verwendet, kurze Unterbrechungen im Sprechfluss anzuzeigen. Im Falle von Aufzählungen markieren diese Pausen, welche Elemente (zu einem Aufzählungspunkt) zusammengehören und welche nicht. Eine zusätzlich eingefügte kurze Sprechpause bzw. das serielle Komma kann insofern die Aussage einer Aufzählung entscheidend verändern.
In der Literatur werden immer wieder Beispiele für Mehrdeutigkeiten genannt, die durch Einfügung eines seriellen Kommas behoben werden können. Diese Mehrdeutigkeiten lassen sich in drei Gruppen aufteilen: 1. Mehrdeutigkeiten in Verbindung mit Appositionen, 2. mit Attributen und 3. mit Zusammengehörigem bzw. mit idiomatischen Wendungen.

### Appositionen
Wie andere Sätze auch enthalten Aufzählungen oft Appositionen, d. h. nähere Bestimmungen von Satzgliedern, die mit Kommata abgeschieden werden (der Pate, Don Vito Corleone).
In vielen Fällen sind in einer Aufzählung offensichtlich keine Appositionen enthalten:
- “Josh plays with Melanie, Jess and Noel.”
(„Josh spielt mit Melanie, Jess und Noel.“)
- “Josh plays with the neighbors’ son, his sister and his cousin.”
(„Josh spielt mit dem Sohn der Nachbarn, seiner Schwester und seiner Cousine.“)

In den Beispielen, die zur Erläuterung der Funktion des seriellen Kommas genannt werden, liegt beim drittletzten Aufzählungselement aber oft eine Mehrdeutigkeit:
- “Josh plays with his siblings, Jess(,) and Noel.”
(„Josh spielt mit seinen Geschwistern, Jess und Noel.“)

Wenn hier kein Komma gesetzt wird, ist unklar, mit wie vielen Kindern Josh spielt, insbesondere, ob Jess und Noel Joshs Geschwister sind. Um zweifelsfrei zu signalisieren, dass Jess und Noel nicht seine Geschwister sind, muss ein serielles Komma eingefügt werden.
Entsprechendes gilt auch für ein singularisches drittletztes Element:
- “Josh plays with his sister, Jess(,) and Noel.”
(„Josh spielt mit seiner Schwester, Jess[,] und Noel.“)
- “Sam took his dog for a walk and ran into Deirdre, a friend and his dentist.”
(„Sam ging mit seinem Hund spazieren und begegnete Deirdre, [die] eine Freundin und seine Zahnärztin [ist].“)[21][4]

### Attribute
Wenn das vorletzte Aufzählungselement ein vorangestelltes oder das letzte Element ein nachgestelltes Attribut hat, wird die Verwendung des seriellen Kommas gelegentlich sogar für Fälle mit nur zwei Elementen empfohlen.

#### Vorangestelltes Attribut im vorletzten Element
In vielen Beispielen, die herangezogen werden, um die Zweckmäßigkeit der Verwendung serieller Kommata zu veranschaulichen, enthält das vorletzte Aufzählungselement ein vorangestelltes Attribut, wobei unklar ist, ob dieses sich auch auf das letzte Aufzählungselement bezieht:
- “She likes cookies, hot milk(,) and chocolate.”
(„Sie mag Kekse, heiße Milch und [heiße?] Schokolade.“)
- Plasma is a hot gas comprising positively charged ions, and electrons.
(„Plasma ist ein heißes Gas, das aus positiv geladenen Ionen und [aus] Elektronen besteht.“)[4]

Mit dem seriellen Komma kann klargestellt werden, dass die beiden letzten Aufzählungselemente kein gemeinsames Attribut haben.

#### Nachgestelltes Attribut im letzten Element
Entsprechendes gilt für den Fall, dass dem letzten Element einer Aufzählung ein Attribut nachfolgt:
- “We sell handbags, jewelry boxes, and leather belts for men.”
(„Wir verkaufen Handtaschen, Schmuckkästchen [für Frauen] und Ledergürtel für Männer.“)[4]

### Zusammengehöriges und idiomatische Wendungen
Nicht nur Appositionen und Attribute, sondern etwa auch idiomatische Wendungen können durch gezieltes Setzen bzw. Weglassen des seriellen Kommas als solche kenntlich gemacht werden. Beispiele:
- “We had coffee, cheese and crackers, and grapes.”
(„Wir hatten Kaffee, Käse und Cracker [= einen Snack namens ‚Käse und Cracker‘] und Trauben.“)[22]

Entsprechendes gilt generell für Zusammengehöriges:
- “Lia ordered three smoothies: strawberry, peach and mango, and pineapple.”
(„Lia bestellte drei Smoothies: Erdbeere, Pfirsich und Mango [= Pfirsich-Mango-Smoothie] und Ananas“)[21]

## Gebrauch in Sätzen ohne Mehrdeutigkeitsrisiko
Alle Autoren sind sich darüber einig, dass in Sätzen, die ohne Komma mehrdeutig wären, die Verwendung des seriellen Kommas zwingend geboten oder zumindest ratsam ist. In der Mehrzahl aller Fälle handelt es sich jedoch um Aufzählungen gleichwertiger Elemente, in denen die Situation vollkommen eindeutig ist. Beispiele:
- “The recipe requires potatoes, onions(,) and carrots.”
(„Für das Rezept werden Kartoffeln, Zwiebeln und Karotten gebraucht.“)
- “They’re cute, they’re cuddly, they’re sweet(,) and they want us out of the way.”[3]
(„Sie sind niedlich, sie sind zum Liebhaben, sie sind süß und sie wollen uns aus dem Weg haben.“)
- “He opened the letter, read it(,) and made a note of its contents.”[23]
(„Er öffnete den Brief, las ihn und machte über den Inhalt eine Notiz.“)

Das serielle Komma ist bei all diesen Beispielen redundant, sodass Kritiker gelegentlich sogar von Tautologie sprechen. Im Falle von solchen eindeutigen Sätzen – und nur hier – sind die Auffassungen, ob ein serielles Komma dennoch zu setzen sei, nicht nur uneinheitlich, sondern sogar stark polarisiert.

### Schreibgepflogenheiten in einzelnen Ländern

#### Vereinigtes Königreich
Obwohl Oxford University Press mehr als ein Jahrhundert lang prominent für das serielle Komma eingetreten war, zählt der Verlag seit 2011 zu dessen einflussreichsten Gegnern. Mit seiner Kehrtwende hat das Unternehmen sich nicht zuletzt auch dem gebeugt, was im Vereinigten Königreich auch gemeinhin Schreibpraxis war und ist. Alle anderen bedeutenden Style Guides des Landes waren dem redundanten Gebrauch des seriellen Kommas schon früher entgegengetreten bzw. hatten seine Verwendung dem Ermessen der Schreibenden überlassen, darunter Fowler’s Modern English Usage, der MHRA Style Guide, The Economist Style Guide, The Times Style and Usage Guide, The Cambridge Guide to English Usage und The Guardian Book of English Language. Für den Schulunterricht hat das National Curriculum for England Entsprechendes empfohlen.
Immer wieder haben britische Rechtschreibratgeber geäußert, dass das unnötige Setzen eines seriellen Kommas als „pedantisch und töricht“ oder „pompös“ empfunden werde, dass es das Schriftbild unnötig überlade und dass es suggeriere, der Leser sei nicht intelligent genug, den Sinn eines Satzes auch ohne Einsatz des Komma-Hilfsmittels korrekt zu erfassen.

#### Vereinigte Staaten
In den Vereinigten Staaten wird das serielle Komma sehr viel häufiger verwendet als im Vereinigten Königreich. Die große Mehrzahl der amerikanischen Rechtschreibleitfäden empfiehlt die Verwendung des seriellen Kommas auch in eindeutigen Fällen, darunter das United States Government Printing Office Style Manual, das Chicago Manual of Style, Strunk & Whites The Elements of Style, das Plain English Handbook, der APA Style Guide, das AMA Manual of Style, Wilson Folletts Modern American Usage, das MLA Style Manual, das The CSE Manual for Authors, Editors, and Publishers und Garner's Modern English Usage.
Überdurchschnittlich stark verbreitet ist das serielle Komma – aufgrund der starken internationalen Verflechtung der Forschung auch außerhalb der USA – in wissenschaftlichen Texten.
Pressesprachlich wird es dagegen auch innerhalb der USA kaum verwendet. So haben sich in ihren Schreibrichtlinien nicht nur die Nachrichtenagentur Associated Press, sondern etwa auch die New York Times und die Los Angeles Times explizit für den Verzicht auf redundante serielle Kommata ausgesprochen.

#### Weitere Länder
In den englischsprachigen Provinzen Kanadas ist das serielle Komma etwas weniger gebräuchlich als im Nachbarland USA. Eine Umfrage hat hier 2011 ergeben, dass 65 % der Befragten das Komma immer verwenden, während 24 % darauf verzichten und 11 % keine Präferenz haben. Die Schreibrichtlinien der Canadian Press enthalten ein explizites Bekenntnis zum Nichtgebrauch des seriellen Kommas.
In Australien, wo das serielle Komma ebenfalls weniger gebräuchlich ist als in den Vereinigten Staaten, empfiehlt das Australian Government Style Manual die Verwendung zumindest zur Klarstellung von Mehrdeutigkeit.

### Stilistische Qualität
Auf die stilistische Bedeutung des seriellen Kommas hat u. a. Stephen King hingewiesen, der 2014 in einem Interview gefragt wurde, wie er mit diesem Zeichen umgeht:

“It can go either way. For instance, I like “Jane bought eggs, milk, bread, and a candy bar for her brother.” But I also like “Jane raced home and slammed the door,” because I want to feel that whole thing as a single breath.”

„Beides geht. Zum Beispiel mag ich: ‚Jane kaufte Eier, Milch, Brot, und einen Schokoriegel für ihren Bruder‘, aber ich mag auch: ‚Jane jagte nach Hause und schmiss die Tür zu‘, weil ich möchte, dass sich das Ganze wie in einem einzigen Atemzug anfühlt.“

Zu den vielen Schriftstellern, die für das serielle Komma aufgrund seines stilistischen Wertes eine Lanze gebrochen haben, zählt auch die humoristisch selbsterklärte „Kommakönigin“ (comma queen) Mary Norris, Mitherausgeberin der Wochenzeitschrift The New Yorker:

“It [the serial comma] gives starch to the prose.”

„Es [das serielle Komma] gibt Wäschestärke zur Prosa.“

## Wegfall des seriellen Kommas
Es gibt gleich zwei Situationen, die unter dem Stichwort „Wegfall des seriellen Kommas“ genannt werden müssen: erstens, wenn die Verwendung eines seriellen Kommas problematisch wäre (weil dadurch eine Mehrdeutigkeit erzeugt würde), und zweitens, wenn die englischen Kommaregeln das Setzen eines seriellen Kommas explizit verbieten:

### Erzeugung von Mehrdeutigkeit durch ein serielles Komma
Wiederholt ist darauf hingewiesen worden, dass in einigen Fällen in einer eigentlich eindeutigen Aufzählung gerade die Setzung eines seriellen Kommas eine Mehrdeutigkeit geradezu erst erzeugen kann. Beispiel:
- “We are working with John, a farmer, and Tom.”
(„Wir arbeiten mit John, einem Farmer[,] und Tom.“)

Für die Leser ist in diesem Fall kaum zu unterscheiden, ob das Komma vor dem Wort and eine Apposition oder eine Aufzählung dreier gleichwertiger Elemente markiert.
- “To my mother, Ayn Rand, and God”
(„Für meine Mutter, Ayn Rand[,] und Gott“)

Auch in diesem Fall suggeriert das serielle Komma eine Apposition. Allerdings wäre die Widmung auch bei Verzicht auf das serielle Komma insofern missverständlich, als nun die Wortfolge Ayn Rand and God als Apposition gedeutet werden könnte.
Ein ungeschickt eingefügtes serielles Komma kann unter Umständen nicht nur eine Apposition suggerieren, sondern, wie der Autor Julian Maynard-Smith aufgewiesen hat, auch Verwirrung in Sätze mit der Präposition between („zwischen“) bringen:
- “The new legislation applies to trades between UK businesses, and EU countries.”
(„Die neue Gesetzgebung gilt für den Handel zwischen UK-Unternehmen und [zwischen?] EU-Ländern.“)[4]

### Et-Zeichen
Das serielle Komma wird niemals beim Gebrauch des Et-Zeichens („&“) verwendet, wie es im englischsprachigen Raum etwa in Firmennamen üblich ist. Beispiel: Wachtell, Lipton, Rosen & Katz. In Firmennamen entfällt es auch, wenn die Konjunktion and ausgeschrieben wird.

## Streitfälle und Kontroversen

### O’Connor v. Oakhurst Dairy
Im amerikanischen Bundesstaat Maine war 2018 ein Gerichtshof aufgrund eines in einem Gesetzestext fehlenden seriellen Kommas gezwungen, ein Urteil zu fällen, das den Absichten des Gesetzgebers offensichtlich widersprach. Gegenstand des Streits war die Auslegung eines Abschnitts des für Maine geltenden Lohngesetzes, der bestimmt, dass für die folgenden Fälle die im selben Gesetz zuvor formulierten Bestimmungen zur Überstundenentlohnung nicht gelten sollen:

“F. The canning, processing, preserving, freezing, drying, marketing, storing, packing for shipment or distributing of: (1) Agricultural produce; (2) Meat and fish products; and (3) Perishable foods.”

„Das Eindosen, Verarbeiten, Konservieren, Einfrieren, Trocknen, Vermarkten, Lagern, Verpacken für den Versand oder die Verteilung von: (1) landwirtschaftlich erzeugtem Obst und Gemüse, (2) Fleisch- und Fischprodukten und (3) verderblichen Lebensmitteln.“

Fünf Lastwagenfahrer des in Portland ansässigen Milchunternehmens Oakhurst Dairy hatten in Überstunden Ware ausgefahren und vor Gericht dafür vollen Überstundenlohn verlangt mit der Begründung, dass das Gesetz aufgrund des Fehlen eines seriellen Kommas vor dem Wort or („oder“) nicht eindeutig erkennen lasse, ob die Ausnahmebestimmung für a. das Verteilen oder b. für das Verpacken für das Verteilen gelte. Das Gericht gab der Klage statt und verurteilte den Arbeitgeber zur Zahlung von 5 Mio. US-Dollar. Noch im selben Jahr wurde der Gesetzestext revidiert und ein serielles Komma eingefügt.

### “Peace, prosperity and friendship with all nations”
Im Vereinigten Königreich kam es zu einer öffentlichen Kontroverse um das serielle Komma, als im Januar 2020, nach dem Brexit, eine neue 50-Pence-Münze herausgegebenen wurde mit dem eingeprägten Motto Peace, prosperity and friendship with all nations. („Frieden, Wohlstand und Freundschaft mit allen Nationen.“) Die Herausgeber der Münze hatten in dem kurzen Text deshalb kein serielles Komma gesetzt, weil dieses suggeriert hätte, dass das nachgestellte Attribut (with) all nations sich nur auf friendship, nicht aber auf die zwei vorausgegangenen Aufzählungselemente beziehe. Viele Briten waren damit nicht einverstanden und der namhafte Schriftsteller Philip Pullman rief dazu auf, wegen des seiner Meinung nach fehlenden seriellen Kommas den Gebrauch der Münze zu boykottieren.

## Populäre Referenzen
Die New Yorker Indie-Rock-Band Vampire Weekend hat 2008 einen Song Oxford Comma herausgebracht.

## Serielles Semikolon
Im Englischen werden, wie in der deutschen Sprache auch, in Aufzählungen statt Kommata häufig Semikola verwendet. Auch in diesem Falle stellt sich die Frage, ob vor der Konjunktion ein Zeichen gesetzt werden sollte. Beispiel:
- “The overtime provision of this section does not apply to: […] F. The canning; processing; preserving; freezing; drying; marketing; storing; packing for shipment; or distributing of: (1) Agricultural produce; (2) Meat and fish products; and (3) Perishable foods.” (Derzeitige Version des im Abschnitt O’Connor v. Oakhurst Dairy zitierten Gesetzestextes)

Um Eindeutigkeit herzustellen, werden Kommata und Semikola gelegentlich gemeinsam verwendet:
- “Votes are still being counted in Atlanta, Georgia; Dallas, Texas;  and Raleigh, North Carolina.”
(„Stimmen werden noch ausgezählt in Atlanta, [Bundesstaat] Georgia, Dallas, [Bundesstaat] Texas und Raleigh, [Bundesstaat] North Carolina“)[21]
- “The invited speakers are the association’s president; the vice president; the councilwoman, Suzette Tanner; and Walter McCarthy, the executive director.”
(„Die eingeladenen Sprecher sind der Vereinspräsident, der Vizepräsident, das Ratsmitglied, [nämlich:] Susette Tanner, und Walter McCarthy, der geschäftsführende Direktor [= Walter McCarthy].“)[21]

Das Semikolon wird bei dieser Verwendung gelegentlich als Superkomma (engl. super comma) bezeichnet.